# Raimund Baumschlager
 (février 2022).
Si vous disposez d'ouvrages ou d'articles de référence ou si vous connaissez des sites web de qualité traitant du thème abordé ici, merci de compléter l'article en donnant les références utiles à sa vérifiabilité et en les liant à la section « Notes et références ».
Raimund Baumschlager, né le 25 novembre 1959 à Rosenau am Hengstpaß, est un pilote de rallyes autrichien.

## Biographie

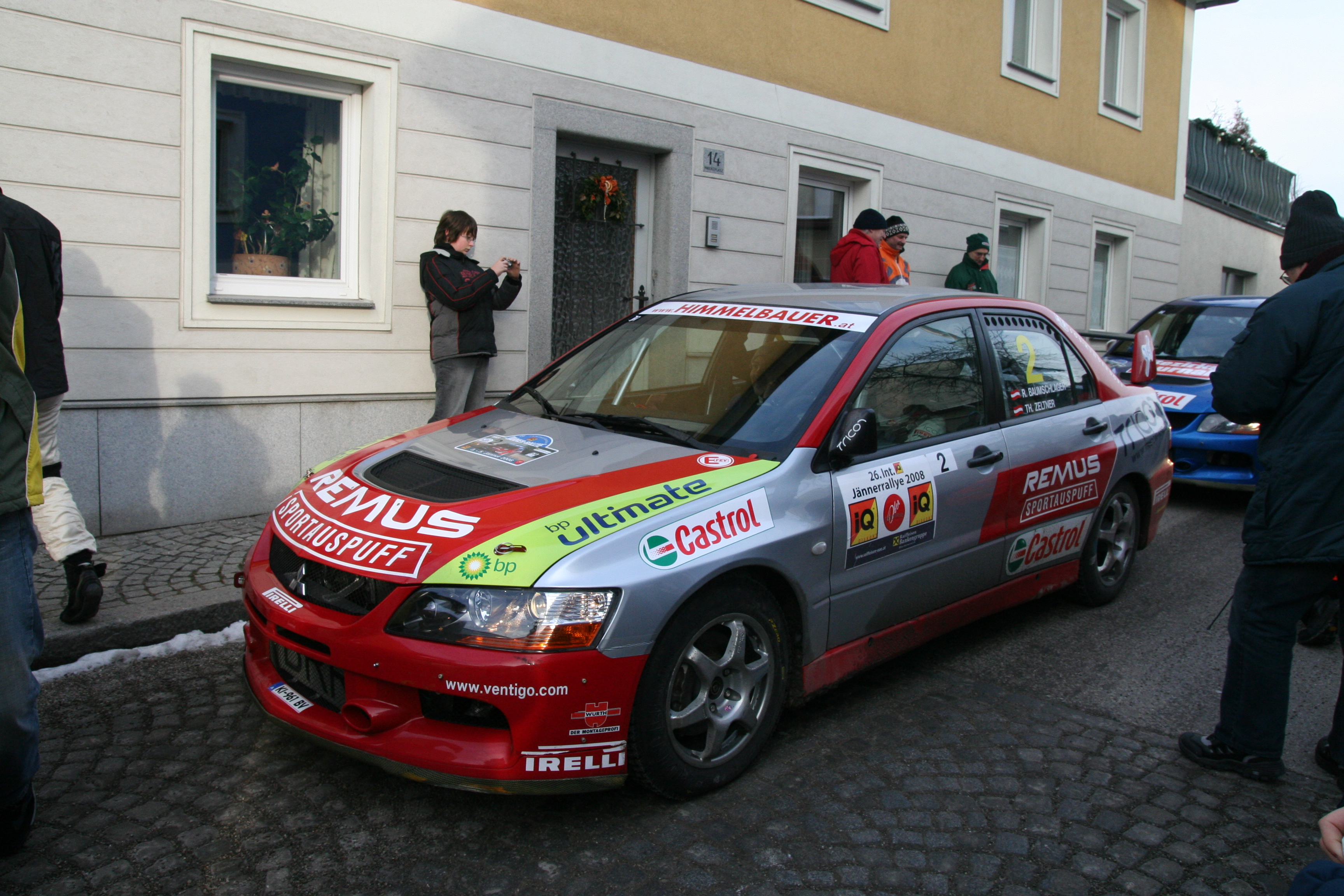
R. Baumschlager sur Mitsubishi, toujours au Jänner 2008.

Il commence sa carrière en 1986, et reste toujours en activité en 2015.
Son passage sur Mitsubishi en 2001 (à 42 ans, sur modèle Carisma, puis Lancer Evo) puis sur Škoda Fabia S2000, a entraîné une spectaculaire amélioration -pérenne- de ses résultats. Son titre 2012 est conquis à 53 ans passés.
En WRC, il a terminé 5e du Tour de Corse en 1990 et 6e du Safari Rally kényan en 1998.

## Palmarès

### Titres
- Champion d'Autriche des rallyes à douze reprises: 1993, 2003, 2004, 2005, 2006, 2007, 2008, 2009, 2010, 2012, 2013, 2014, 2015 et 2017;
  - Vice-champion d'Autriche: 2011;
  - 3e du championnat d'Autriche: 2001;

### 6 victoires en ERC
- Rallye de Bohème: 1989 et 1990;
- Rallye Semperit: 1991 (Autriche);
- Rallye Barum: 1993 (Tchéquie);
- Rallye INA Delta de Croatie: 1993;
- Rallye Waldviertel: 2003 (Autriche);

(nb: également 2e du rallye d'Allemagne en 2001, avant son passage en WRC)

### Victoires en championnat d'Autriche
- 55 (exactement), au 15 août 2014;

### Victoire en championnat d'Allemagne
- Rallye des 3 Cîtés: 2005;

### Victoires en championnat de Slovaquie
- 2 en 2006 (il a remporté le rallye de Maribor slovaque à 2 reprises, et le rallye Saturne à une).